# Tujereng
Tujereng (variante ortografica: Tujering) è una città nella divisione della West Coast del Gambia. Secondo un sondaggio effettuato nel 2013 l'insediamento conta circa 5 646 abitanti, il risultato dell'ultimo censimento pubblicato nel 1993 era di 2 534.
La città ha dato i natali al calciatore Musa Juwara.

## Geografia
Tujereng si trova nella regione della West Coast, nel distretto di Kombo South, sulla costa atlantica, a circa cinque chilometri a sud di Tanji e sei chilometri a nord di Sanyang.